# Pseudopilolabus othnius
Pseudopilolabus othnius (лат.) — ископаемый вид мелких жуков из семейства трубковёрты (Attelabidae). Доминиканский янтарь (остров Гаити, Северная Америка).

## Описание
Мелкие жуки, длина 3,7 мм. Форма тела овальная. Длина рострума 0,4 мм, он равен половине длины пронотума и в 1,4 раза длиннее своей ширины в середине. Надкрылья в 1,4 раза длиннее своей ширины у основания. Передние бёдра в 4,4 раза длиннее своей ширины у середины (бёдра средних и задних ног — в 4,6 и 4,8 раза соответственно). Передние голени в 11 раз длиннее своей ширины у середины (средние голени — в 9,5 раз). Брюшко вентрально выпуклое.
Вид был впервые описан в 2016 году американскими палеоэнтомологами Дж. Пойнаром (Oregon State University, Корваллис, Орегон) и А. Брауном (Калифорния, США) совместно с российским колеоптерологом А. Легаловым (Институт систематики и экологии животных СО РАН, Новосибирск, Россия). Pseudopilolabus othnius — это первый представитель семейства Attelabidae не только в доминиканском янтаре, но и вообще в любом янтаре в целом. Принадлежит к трибе Pilolabini, самой примитивной в своём семействе и распространённой в Центральной Америке. Новый вид близок к современным видам P. viridanus (Gyllenhal, 1839) и P. splendens (Gyllenhal, 1839), но отличается бронзовым телом, узкими и более выпуклыми элитральными интервалами, длинными усиками, достигающими середины пронотума и слабо выпуклыми глазами.